# 曲溪街道
曲溪街道，是中华人民共和国广东省揭阳市揭东区下辖的一个街道办事处。

## 行政区划
曲溪街道下辖以下地区：
曲溪社区、城西社区、城东社区、港美村、缶灶村、旧坑村、圩埔村、路篦村、新篦村、陈寮村、五堆村、诸美村、寨一村、寨二村、上围村、陇埔村、蟠龙村、港畔村、龙砂村、云南村和三友村。